# Sitka (Fluss)
Die Sitka, auch als Huzovka bezeichnet, ist ein linker Zufluss der Oskava in Tschechien.

## Geographie
Die Sitka entspringt zweieinhalb Kilometer westlich von Ryžoviště im Niederen Gesenke am Südhang des Berges Stránský vrch (723 m) in dem bewaldeten Grund Horní mokřiny in ca. 690 m ü. NN aus zwei Quellbächen. Über Veveří, Huzová und Dolní Mlýn führt ihr Lauf zunächst nach Südwesten. Bei Mutkov beginnt ein enges, tief eingeschnittenes Tal, das sich in mehreren Schleifen über Horní Žleb und Dolní Žleb bis Šternberk erstreckt. Nachfolgend tritt der Fluss in die mährische Ebene ein und über Lhota, Lužice, Stádlo, Moravská Huzová, Benátky und Březce fließt er erneut gegen Südwest. Unterhalb des Dorfes Březce wird der Fluss von der Eisenbahnstrecke zwischen Mohelnice und Olomouc überquert. Der untere Flussabschnitt führt östlich parallel zur Oskava am Baggersee Chomoutovské jezero vorbei.  Bei Chomoutov mündet die Sitka  schließlich nach 35,63 km bei ca. 215 m ü. NN in die Oskava, welche 800 m unterhalb der March zufließt. Die Sitka ist der größte Zufluss der Oskava.

## Zuflüsse
- Veverský potok (Eichhorner Bach) (l), in Veveří (Eichhorn)
- Arnoltický potok (Arnsdorfer Bach) (l), oberhalb Huzová (Deutsch Hause)
- Březina (l), an der Burgruine Mutkov
- Sprchový potok (l), in Šternberk
- Grygava (Aleschbach) (l), am Chomoutovské jezero